# Говоров, Викентий Павлович
Викентий Павлович Говоров — советский руководитель образования, государственный и политический деятель.

## Биография
Родился в 1907 году в селе Алексеевском. Член КПСС.
Окончил Омский ветеринарный институт, Новосибирский ГМУ.
До 1941 — старший ветеринарный врач в Западно-Сибирском краевом эпизоотическом отделе города Барабинска Новосибирской области, главный врач эпизоотического отдела Алтайского края, старший ветеринарный специалист по бруцеллезу в Новосибирской области.
Участник Великой Отечественной войны: старший ветеринарный врач 916-го стрелкового полка 247 стрелковой дивизии, терапевт, парторг ветотдела 65-й Армии II Белорусского фронта
В 1946—1957 — ассистент, доцент кафедры фармакологии в Омском государственном медицинском институте имени М. И. Калинина.
В 1957—1964 — заведующий кафедры фармакологии ОмГМИ.
В 1964—1974 — ректор Омского государственного медицинского института имени М. И. Калинина.
Делегат XXIII съезда КПСС.
Умер в 1974 году в Омске.

## Награды
- Орден Ленина (1961)
- Орден Октябрьской Революции (1971)
- Орден Отечественной войны II степени
- Орден Красной Звезды